# Hechtviertel

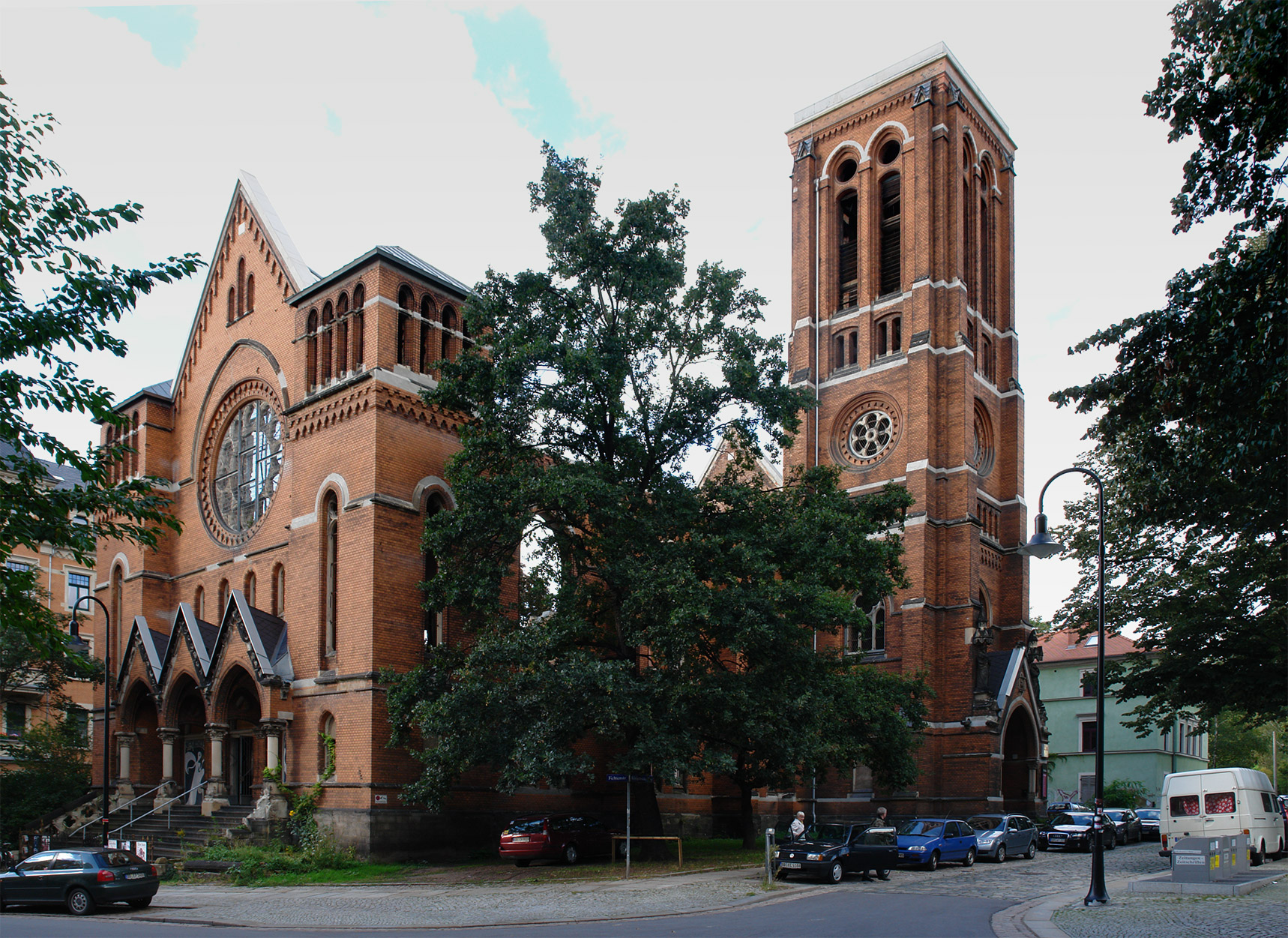
Theaterruine St. Pauli im Hechtviertel

Das Hechtviertel ist ein Stadtviertel im Nordosten des Dresdner Stadtteils Leipziger Vorstadt. Es schließt als geschlossen bebautes Gebiet an die nordwestliche Grenze der Äußeren Neustadt an. Das Straßenbild ist wesentlich durch Blockrandbebauung geprägt, die zum großen Teil während der Gründerzeit entstand. Es finden sich aber auch andere Bauweisen und -stile im regelmäßigen Muster eines planmäßigen Straßengrundrisses. Vereinzelt sind kleine Häuser in Hinterhöfen zu finden, die das allgemeine Stadtteilbild nicht sonderlich prägen. Es wird überdurchschnittlich von jungen Menschen bewohnt. Es ist ruhiger als die Äußere Neustadt und gilt daher als familienfreundlicher. Das Hechtviertel erfuhr durch das Hechtfest eine große Bekanntheit und Beliebtheit im gesamten Stadtgebiet.
In der Umgebung des Hechtviertels sind einige Grünflächen fußläufig erreichbar (Hellerberge, Alaunplatz, Innerer Neustädter Friedhof, Kleingartenanlagen und Hechtpark). Die Dresdner Heide und die Elbwiesen sind ebenfalls nicht weit entfernt.

## Lage

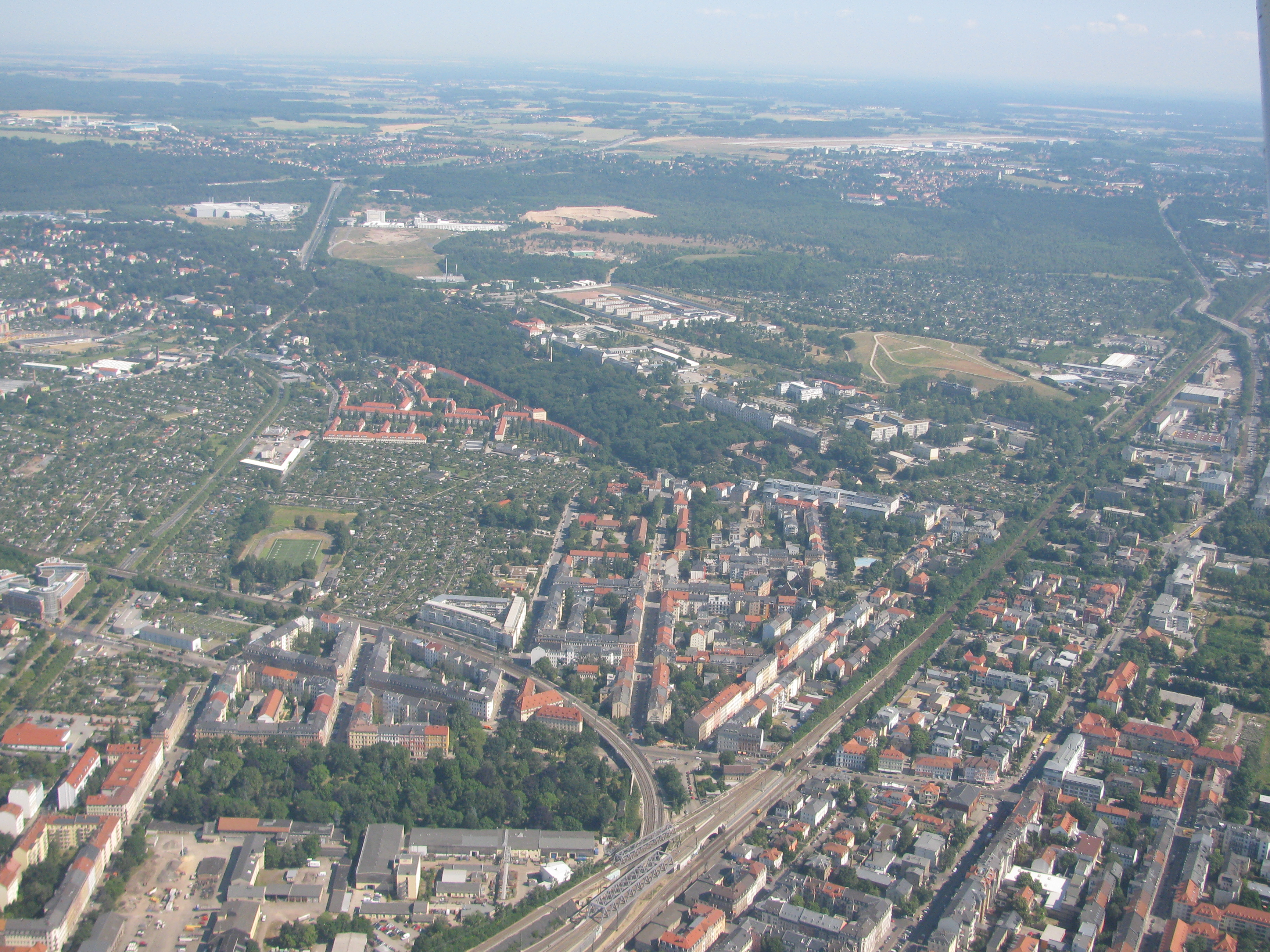
Luftbild des Hechtviertels (ca. 2010, Bildmitte)

Das Hechtviertel liegt nördlich des Dresdner Stadtzentrums und ca. 1,6 km von der Elbe entfernt vor dem südlichen Hang der Hellerterrasse und ist Bestadtteil des Dresdner Vorstadtgürtels. Politisch-administrativ gehört es zum Stadtbezirk Neustadt, Stadtteil Leipziger Vorstadt. Es wird begrenzt durch die Buchenstraße (beidseits) und ab etwa Rudolf-Leonhard-Straße der Stauffenbergallee im Norden, im Osten nach verschiedenen Sichtweisen durch die Bahnstrecke Görlitz–Dresden oder der Königsbrücker Straße, Bischofsweg, Bischofsplatz und Bahnstrecke Leipzig-Dresden im Süden und die Johann-Meyer-Straße (beidseits) im Westen. Benachbart sind die Stadtteile Albertstadt im Nordosten und Äußere Neustadt im Südosten. Im Süden grenzt das ebenfalls zur Leipziger Vorstadt gehörige Scheunenhofviertel an. Westlich der Johann-Meyer-Straße erstrecken sich ausgedehnte Kleingartensparten. Es erstreckt sich auf einer Fläche von ca. 40 ha und hatte 2020 unfähr 6.000 Einwohner mit Hauptwohnsitz.

## Kritische Betrachtung der Dreiteiligkeit
Seit etwa 2008 wird behauptet, dass sich das Hechtviertel aus den drei Teilen „Oberer Hecht“, „Unterer Hecht“ und „Südlicher Hecht“ zusammensetze. Zu jener Zeit habe durch zahlreiche Umzüge aus der Äußeren Neustadt in das Hechtviertel eine Gentrifizierung begonnen, es sei zu Sanierungen und Lückenneubebauungen gekommen. Durch das Hechtfest habe das Viertel im gesamten Stadtgebiet zunehmend an Bekanntheit und Beliebtheit gewonnen, wodurch die Quadratmeterpreise rasant anstiegen. Diese Behauptungen finden sich in Publikationen der Stadtentwicklung und -marketing, der Immobilienwirtschaft sowie des Tourismus und hielten Einzug in diesen Artikel, darüber verbreiteten sie sich weiter. Sie stellen eine Ausweitung des Hechtviertels auf benachbarte Viertel dar und sind nicht belegt. Des Weiteren widersprechen sie dem Verständnis eines Viertels.
Der gelegentliche Verweis auf statistische Bezirke führt nicht zum Beweis. Es existieren 144 Leipziger Vorstadt (Unterer Hecht), 145 Leipziger Vorstadt (Mittlerer Hecht) und 146 Leipziger Vorstadt (Oberer Hecht), aber kein „Südlicher Hecht“. 146 Oberer Hecht beinhaltet einen verschwindend kleinen Anteil von Wohnbebauung als nördlichen Rand des Hechtviertels und besteht wesentlich aus Kleingartenanlagen und einem Friedhof, was naturgemäß keine Wohnviertel sind. Der ebenfalls beinhaltete angebliche „Obere Hecht“ liegt in einigem Abstand nordöstlich und topografisch tiefer als wesentliche Teile des Hechviertels. Er erweist sich in allen Charakteristika (z. B. Entfernung, Errichtungszeit, Bebauung, Straßennamen …) als eigenständiges benachbartes Viertel. Strittig ist die Bezeichnung Oberer Hecht, laut Überlieferung wurde es noch um 2010 von den verbliebenen, sehr alteingesessenen Bewohnern Bärwalder Viertel genannt. Dies folgt auch der Tatsache, dass die Bevölkerung Wohnviertel sehr oft nach zentral hindurchlaufenden Straßen benennt.
145 Mittlerer Hecht und 146 Oberer Hecht verlaufen nahezu nebeneinander. Vielmehr gibt es Vermutungen, dass das Hechtviertel in früheren Zeiten von der Bewohnerschaft nochmals in einen unteren und oberen Teil mit der Grenze Fichtenstraße/Tannenstraße unterschieden wurde. Dies ist topografisch wie geografisch sowie bei der ehemals enormen Einwohnerzahl nachvollziehbar. Der zumindest historisch zugehörige Teil östlich der Bahnstrecke Görlitz wird gar nicht beachtet. Der angebliche „Südliche Hecht“ ist historisch wie baulich Teil des Scheunenhofviertels, was sich auch an den Straßennamen erkennen lässt.

## Geschichte

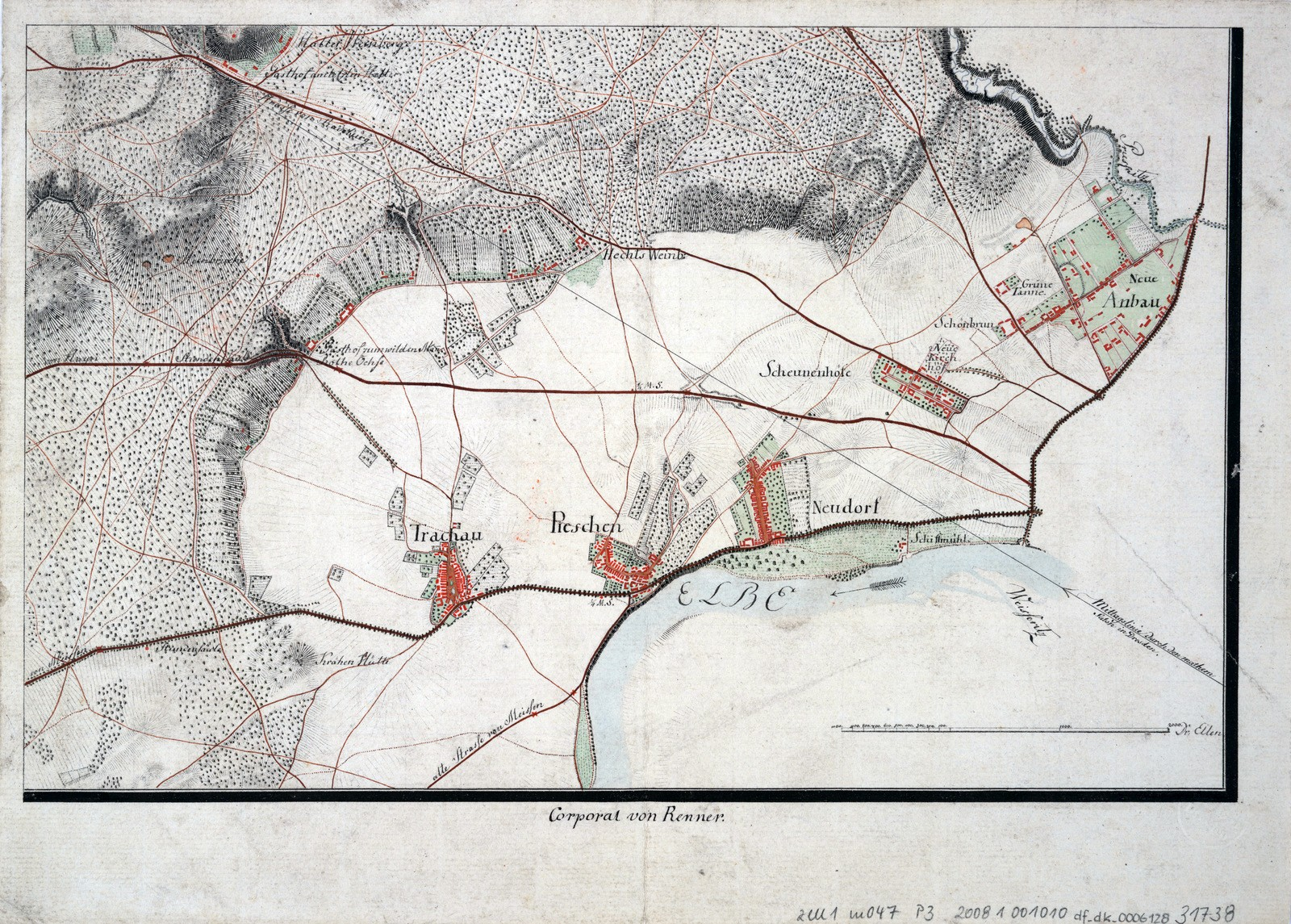
Plan von Trachau, Pieschen und Neudorf von 1802. Darüber in der Mitte Hechts Weinberg

Bis ins 18. Jahrhundert hinein gab im Gebiet um das heutige Hechtviertel nur einzelne Häuschen und Weingärten. Von 1783 bis 1833 nutzte die Königlich Sächsischen Armee diesen Bereich als Artillerie-Exerzierplatz. 1836 sowie 1841 kaufte der Dresdner Amtshauptmann und Direktor der städtischen Polizei Hans Ludwig von Oppell (1800–1876) hier ein insgesamt 91 Scheffel großes Sandfeld. Dieses ungefähr 23 Hektar große Areal war begrenzt im Norden von einem Fußweg (nahezu heutige Buchenstraße) entlang eines bewaldeten Hanges, dem Rand der Dresdner Heide, im Osten der Königsbrücker Straße und im Süden dem Bischofsweg. Am westlichen Rand verlief ein Wirtschaftsweg (nahezu im Verlauf der heutigen Hechtstraße), der zum Gasthaus „Zum Blauen Hecht“, welches ehemals dem Neudorfer Revierförster Johann August Hecht (gest. 1743) gehörte, sowie den nach ihm benannten Weinbergen führte. Daher wurde er von den Bewohnern des Scheunenhofviertels „Hechtweg“ genannt. (Das Gasthaus lag am Fuß des Anstiegs der Radeburger Straße an der Kreuzung zur Hechtstraße und musste später dem Ausbau der Hansastraße/Radeburger Straße zum Autobahnzubringer weichen.) Westlich des Hechtwegs lagen die Scheffel'schen Felder.

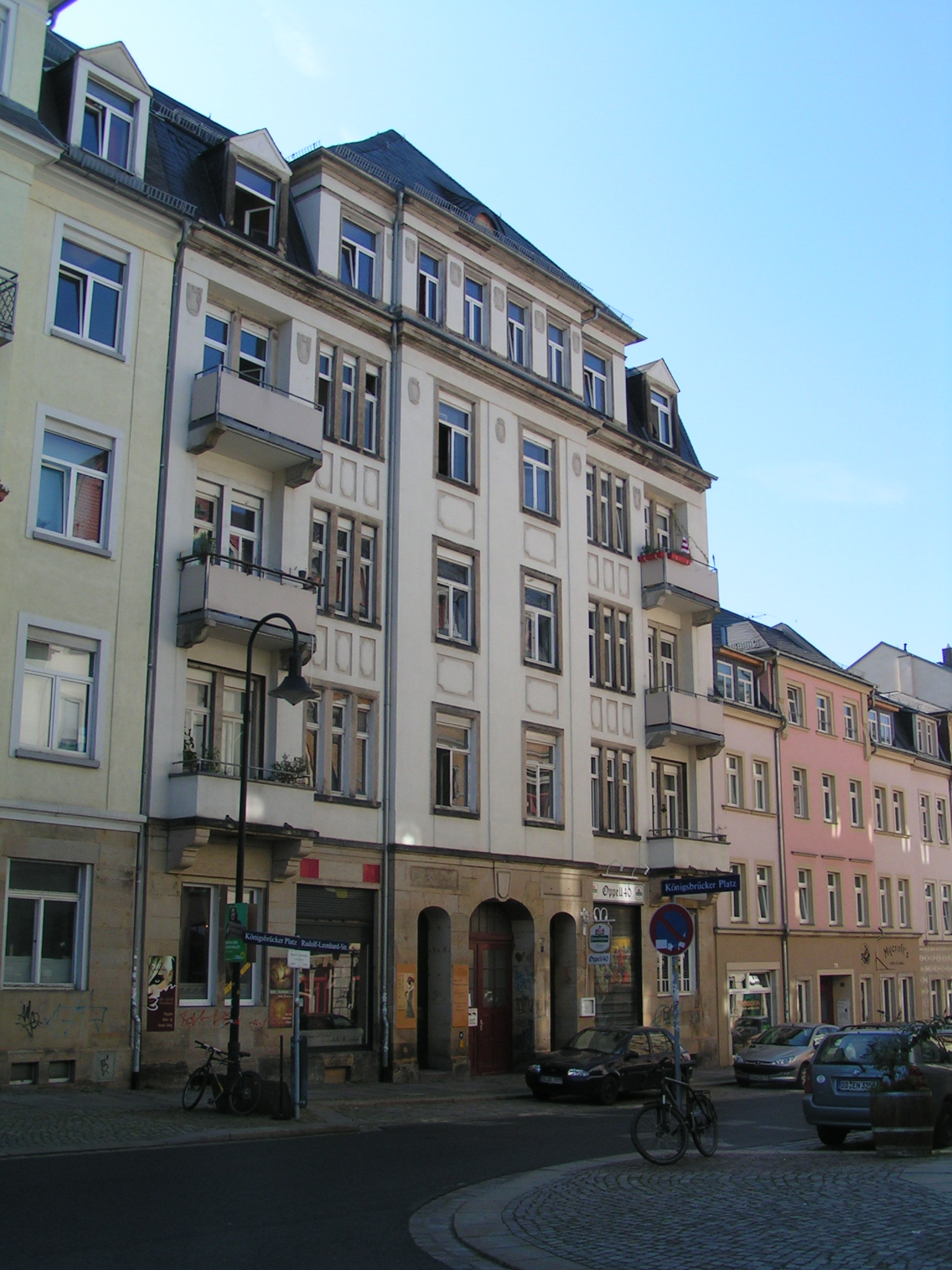
Haus Rudolf-Leonhard-Straße 40 mit der damaligen Kneipe Oppell 40 (2009, heute Drägg’scher Löffel)

Mit Erteilung der Bebauungsgenehmigung 1842 verkaufte von Oppell beginnend von Königsbrücker Straße/Bischofsweg größere Parzellen des Landes, auf denen sich Gärtnereien, eine Zündholzfabrik und weiteres Gewerbe mit Wohnhaus und Garten der Besitzer ansiedelten. Genehmigt war die Bebauung, abgesehen von genehmigten Ausnahmen, mit von der Straße zurückgesetzten zweieinhalbstöckigen Wohnhäusern in offener Bauweise und zugehörigen Wirtschaftsgebäuden. Die Besiedelung des Gebietes entwickelte sich nur sehr schleppend. Gründe waren die mangelhafte Anbindung des Gebietes, ein behördlich verhängter Baustopp von 1844 bis 1846 zur Errichtung Bahnstrecke Görlitz-Dresden, sowie wirtschaftlich gelähmte Zeiten als Nachwirkung der Revolution 1848/49. Mit der Aufhebung des Baustopps wurde für den Bereich westlich der Bahnstrecke die 3,5-geschossige offene Blockrandbebauung erlaubt. Auch diese Bebauung kann man noch heute an wenigen Beispielen entdecken. In Zusammenhang mit der dichteren Bebauung wurden zu den bestehenden Längsstraßen Querstraßen angelegt. Bis Mitte der 1850er Jahre diente der Königsbrücker Platz als Fäkaliensammelplatz. 1855 erhielt die Siedlung die amtliche Bezeichnung „Neuer Anbau auf den von Oppellschen Feldern“, wurde aber von der Bevölkerung (weiterhin) Oppellvorstadt genannt. Zu jener Zeit nahm die Entwicklung des Viertels merklich an Fahrt auf.
1859 wurde der Teil östlich der Görlitzer Bahnstrecke amtlich der Antonstadt zugeordnet, der westliche Teil dem Verwaltungsgebiet „Der Antonstadt zugehörig“ und die vorhandenen Straßen erhielten Namen. Bis etwa 1864 gab es keine Straßen- und Gehwegsbefestigungen, keine Straßenentwässerung/Schleusen und keine Straßenbeleuchtung. Nach 15-jährigen erfolglosen Bemühungen des Hoffaktors Scheffel um Bebauungsgenehmigung seines Landes begann erst 1874 die Erbauung einer weiteren Längsstraße bei Verlängerung der Querstraßen. Vornehmlich die Querstraßen wurden nach Bäumen benannt (Ahorn bis Tanne). Die Längsstraße wurde nach dem Großkaufmann und Ehrenbürger der Stadt Johann Meyer (1800–1887) benannt, der 1872 100.000 Mark zum Bau von Arbeiterwohnhäusern gestiftet hatte. 15 dieser Häuser wurden auf der nach ihm benannten Straße errichtet (ehemals Nr. 40–54) sowie im selben Eck auf der Buchenstraße (heute Nr. 24–27) und Hechtstraße (heute Nr. 75–77a). 1875 wurde der Teil westlich der Görlitzer Bahnstrecke dem neu gebildeten Stadtteil Leipziger Vorstadt zugehörig. Ebenso in diesem Jahr wurde nun die Errichtung von hohen Mietshäusern in 4,5-geschossiger geschlossener Blockrandbebauung gestattet, die bis heute wesentlich das Viertelbild prägen. Zu dieser Zeit erhielten alle Straßen eine Beschleusung, Anschluss an die Wasserversorgung und die Petroleum-Laternen zur Straßenbeleuchtung wurden durch moderne Gaslaternen ersetzt. In den Hinterhöfen arbeiteten Betriebe des Handwerks und Handels, ebenso gab es nach wie vor Gärtnereien sowie unzählige Kneipen. Das Viertel hatte sich zu einem Arbeiterviertel entwickelt, begünstigt durch während der Industrialisierung entstandene Firmenansiedlungen zwischen Scheunenhofviertel und Neustädter Hafen sowie der nahegelegenen Albertstadt. 1881 nahm die die Gelbe Pferdestraßenbahn mit Oberwagen auf der Königsbrücker Straße ihren Dienst auf, verlängert ab dem Bischofsweg zum Arsenal (heutiges Industriegelände).

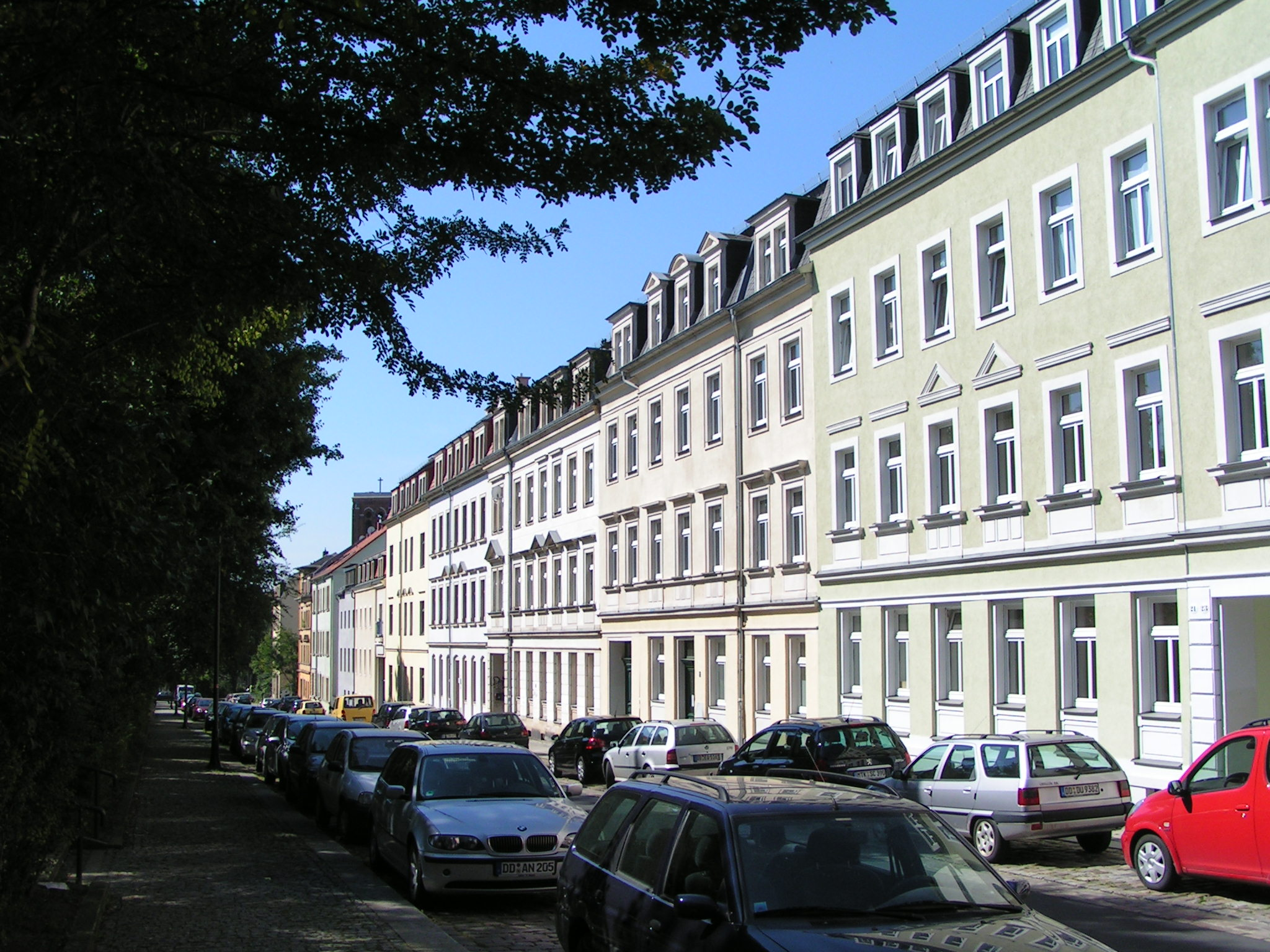
Schanzenstraße (2009)

Bis zum Jahr 1890 stieg die Einwohnerzahl aufgrund der fortschreitenden Bebauung auf 13.200, es entstand das Viertel mit der höchsten Wohndichte in Dresden (für 1910: 672 Personen je ha). Zu jener Zeit dürfte sich die Bezeichnung Hechtviertel durchgesetzt haben. 1891 wurde der Bau der St. Pauli-Kirche vollendet – eine dreischiffige Hallenkirche aus rotem Backstein mit ca. 1000 Sitzplätzen und einer Turmhöhe von 78 Metern, wofür zuvor 2 Wohnhäuser abgerissen werden mussten. Die Kosten von 285.000 Mark trug die Stadt bei Zuschuss gestifteter Gelder in Höhe von 100.000 Mark. Im selben Jahr eröffnete die St. Pauli-Apotheke. Etwa 1898 begann der Bau des Bahndammes Leipzig-Dresden als geänderte Streckenführung zur Inbetriebnahme des neuen Neustädter Bahnhofes (1901). Ab 1900 (bis 1945) verkehrte die elektrische Straßenbahn auf der Hechtstraße als Verlängerung vom Alaunplatz bis zur Buchenstraße (ab 1926 dann bis zum St. Pauli-Friedhof/Südtor). Eine weitere Erweiterung des Viertels erfolgte nicht mehr, da die Stadt einen großen Bedarf an Kleingärten sah. Es hatte seine für ein Jahrhundert bestehende größte Ausdehnung erreicht. 1902 gründete der Hechtviertel-Bewohner Erich Rudolph den Kleingartenverein „Rudolphia e. V.“ und im selben Jahr gründete sich der „Gartenfreunde Fortschritt I e. V.“.
Erich Kästner berichtet in „Als ich ein kleiner Junge war“ von der Hechtstraße in jener Zeit. 1917 wurden 3 Kirchenglocken demontiert und eingeschmolzen (Glockenbronze für Granatenringe des Ersten Weltkrieges), die dann 1921 durch Neue der Firma Bruno Pietzel (Industriegelände) ersetzt wurden. Ebenfalls während der Weimarer Zeit entstanden eine starke Arbeiterbewegung und kommunistisch-bolschewistische Gruppen, was dem Viertel in der Stadtbevölkerung den Beinamen „Roter Hecht“ einbrachte. Während der Bombenangriffe 1945 wurde das Hechtviertel mehrfach  getroffen, am 2. März 1945 am schwersten. Das Gebiet zwischen Buchenstraße und Windmühlenstraße (beidseitig, ab 1953 Seitenstraße) von der Johann-Meyer-Straße bis zur Oppellstraße (ab 1956 Rudolf-Leonhard-Straße) wurde nahezu komplett zerstört. Dies betraf viele Wohnhäuser und alle 3 Schulen des Viertels (Foto der zerstörten Hechtstraße 1945 siehe Weblinks). Die St. Pauli-Kirche wurde am 16. Januar und 2. März schwer beschädigt und brannte aus. Nur der Turm und die Außenmauern blieben erhalten. Das Haus am Bischofsplatz 8/10 soll am 13./14. Februar vollständig ausgebrannt sein. Auch viele weitere Häuser im Viertel wurden durch Brandbomben beschädigt. 376 Menschen verloren ihr Leben. Von den 3 Glocken der Kirche blieb über den Zweiten Weltkrieg nur die kleine Glocke erhalten – als Signalglocke bei Sirenenausfall gedacht –, die heute wieder regelmäßig läutet.

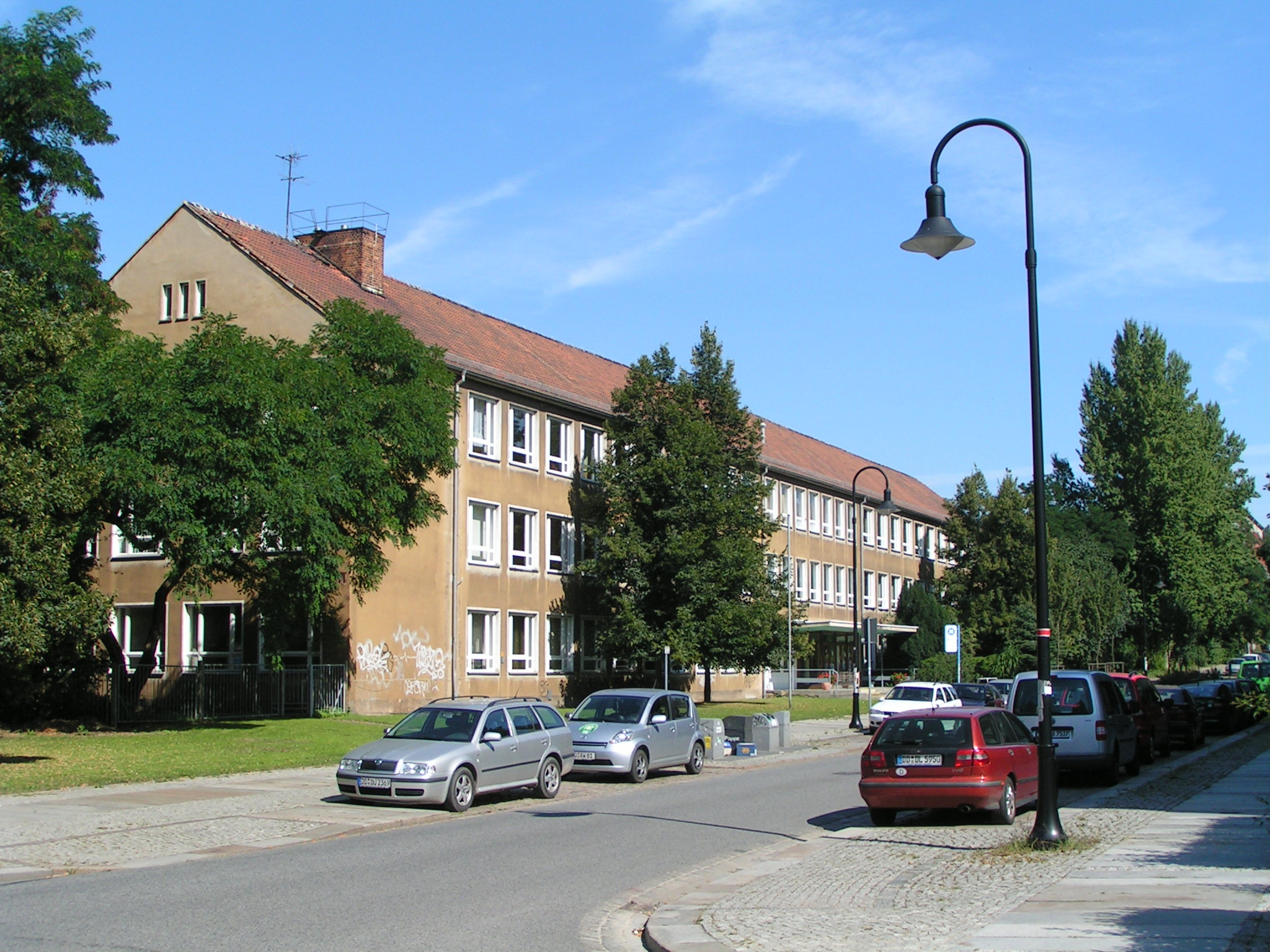
Schule an der Hechtstraße (2009, vor der Sanierung)

In den 1960er und 70er Jahren wurden die zerstörten Fläche mit Ziegelwohnbauten, einem Kindergarten und der 30. Polytechnischen Oberschule „Wilhelm Pieck“ bebaut. Aus der Trümmerfläche an der Schanzenstraße wurde eine Grünanlage geschaffen. Außerdem entstanden Garagenhöfe, die bis nach der Wiedervereinigung 1990 Bestandteil des Viertels waren. Ansonsten erfolgte aufgrund der Mangelwirtschaft in der DDR keinerlei Rekonstruktion und Instandhaltung leicht beschädigter Gebäude. Das Hechtviertel, wie auch die Äußere Neustadt, wurde zum Sinnbild des in der DDR-Bevölkerung kursierenden, sarkastisch abgewandelten Slogans „Ruinen schaffen ohne Waffen“. 1990 war der Verfall der Gebäude weit fortgeschritten. Das Viertel galt als völlig heruntergekommen und konfliktreich. Darüber hinaus war es für prostituale Dienstleistungen bekannt.
1993 wurde der Bereich westlich der Görlitzer Bahnstrecke mit dem politischen Ziel der Sanierung und Umgestaltung zum Sanierungsgebiet erklärt. Zu jenem Zeitpunkt waren 34 % der Wohngebäude schwer geschädigt bis ruinös, also eher nicht nutzbar. Der Wohnungsleerstand betrug 20 %. Die Einwohnerzahl im Sanierungsgebiet (westlich) lag bei 3.081. Als eine der ersten Maßnahme wurde die St. Pauli-Ruine baulich gesichert, später dann ertüchtigt und z. B. für Lärm- und Wetterschutz mit Fenstern und Glasdach ausgestattet. Derzeitige Nutzung durch den Verein TheaterRuine St. Pauli e. V.
1998/99 erreichten der Wohnungsleerstand mit 41 % und die Einwohnerzahl mit 2.237 (im Sanierungsgebiet/„Westhecht“) negative Rekordwerte. Mit der folgenden Erholung wohnten neben Alteingesessenen zunehmend Studenten, Künstler und Hausbesetzer im Gebiet. Es entwickelte sich eine lebendige und interessante alternative Szene. Große Hunde und sehr viele „Tretminen“ (Hundehaufen) gehörten zum selbstverständlichen Straßenbild. Der Theaterverein organisierte im August 2003 ein Anwohnerfest unter dem Motto „Inseln im Hecht“, einem Vorläufer des Hechtfest.
Sukzessive wurden mit Fördermitteln Straßen und Freiflächen saniert und begrünt, Schule, Kitas und denkmalgeschützte Gebäude saniert. Ebenso wurden Spielplätze und ein Sportplatz geschaffen und Hinterhöfe entsiegelt und begrünt. Dafür wurden viele nicht mehr benötigte Bauten abgerissen. Durchaus kritikwürdig wurden einige unbebaute Flächen zum „Park“ verklärt. Zeitgleich kamen Gebäudesanierungen durch privatwirtschaftliche Eigentümer in Gang. Auch wenn gewisse Kreise anderes behaupten, kamen Gentrifizierungsprozesse in Gang und halten bis heute an. Dies führte auch zu einem nahezu vollständigen Einwohneraustausch. Resultierend veränderte sich das soziale Gemeinschaftsgefüge, was die meisten schon länger ansässigen Einwohner eher nicht begrüßen. In den letzten Jahren wurden einige, teils alteingesessene Kneipen geschlossen. So das Sappho, das Leonardo und die Erlenklause. Auch die Schmiede ist diesbezüglich im Gespräch. Die Räumlichkeiten wurden umgenutzt oder stehen leer. Ebenso schloss die Boofe. 2020 wurde das Sanierungsgebiet von der Stadt Dresden formal aufgehoben. Insgesamt wurden knapp 23 Mio. Euro an Fördermitteln von Bund, Land und Kommune vergeben. Zu dieser Zeit waren nahezu alle Gebäude westlich der Bahnstrecke saniert.

## Soziokulturell

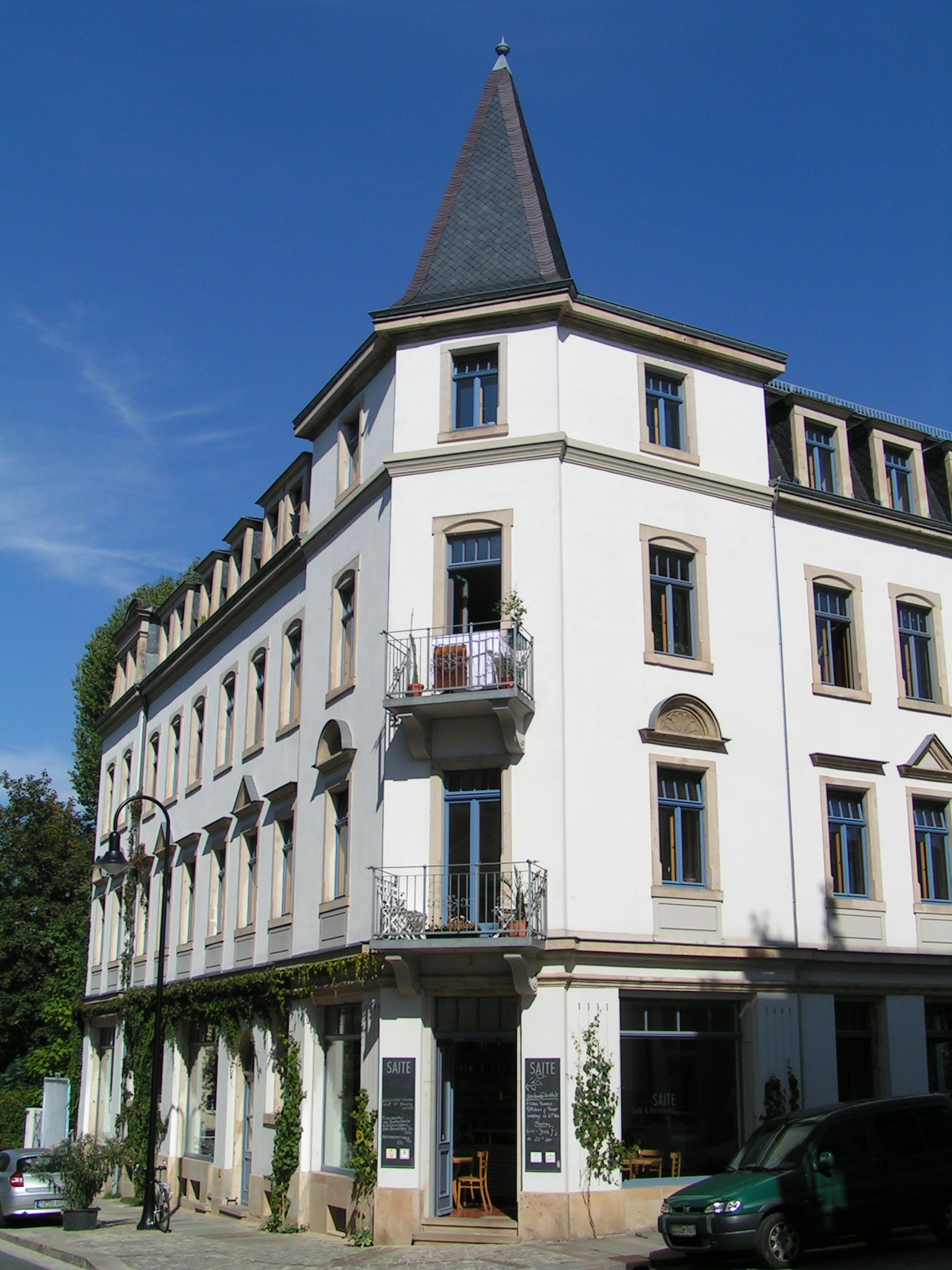
Haus Seitenstraße 4b mit Cafe Saite (2009)

Das Viertel hat sich ab etwa 2000 bis ins Jahr 2022 deutlich hin zum durchsanierten Wohngebiet mit weiterhin anhaltenden Gentrifizierungsprozessen verändert. Es wird überwiegend von jüngeren Menschen bewohnt. Es gibt einen großen Anteil allein erziehender Eltern und das Durchschnittsalter der Bevölkerung lag Ende 2002 bei 32,7 bzw. 35,2 Jahren. Mehrere Spielplätze und mehrere Kindergärten sowie eine Grundschule (mit 460 Schülern die größte Grundschule in Dresden) sind vorhanden. Die Straßen sind lebendig und an Sommerabenden findet auf Straßen, in Außenbereichen der Gastronomie und in Hinterhöfen Leben statt. In den letzten Jahren wurden aber auch einige, teils alteingesessene Kneipen geschlossen. Im Viertel sind einige Künstler und Ateliers ansässig.
Der TheaterRuine St. Pauli e. V. veranstaltet in der Ruine und im Stadtteilhaus St. Pauli Salon Theateraufführungen, Konzerte und verschiedene Kurse. Der Verein Hechtviertel e. V. engagiert sich stark mit der Organisation von Anwohnerfesten und -veranstaltungen wie auch bei der Ausgestaltung des Viertels. Die KulturCentrale führt regelmäßig kunstorientierte Veranstaltungen durch. Ebenso sind das AZ Conni, der Gemeinschaftsgarten hechtgruen, der Fußballverein Torpedo Hecht e. V. und der Orientierungssportverein SV CH Sonnenland e. V. im Viertel aktiv.

## Wirtschaft und Verkehr
Das Hechtviertel ist ein Gebiet mit überwiegender Wohnfunktion. Der Funktionsbereich der Arbeit ist kleiner und eingeschränkt. Dominierend sind Unternehmen im Dienstleistungssektor, wie zum Beispiel Versicherungsagenturen, Rechtsanwälte und Maklerbüros. Kleine Läden, wie Bürotechnik-, Drogerie-, Tier- und Gemüsehandel, sowie zwei Lebensmittel-Discounter stellen die Versorgung im Hechtviertel sicher. Weiterhin sind Kneipen und Cafés überwiegend auf der Hecht- und Rudolf-Leonhard-Straße, welche die Hauptachsen bezüglich der Wirtschaftsfunktion darstellen, zu finden. Gewerbe- und Handwerksbetriebe sanierten oft die ehemaligen Industrieanlagen, zum Beispiel am Dammweg, um diese zu nutzen. So wurden viele der Anlagen erneuert und der Anteil an verfallenen Industrieanlagen im Hechtviertel blieb relativ gering.

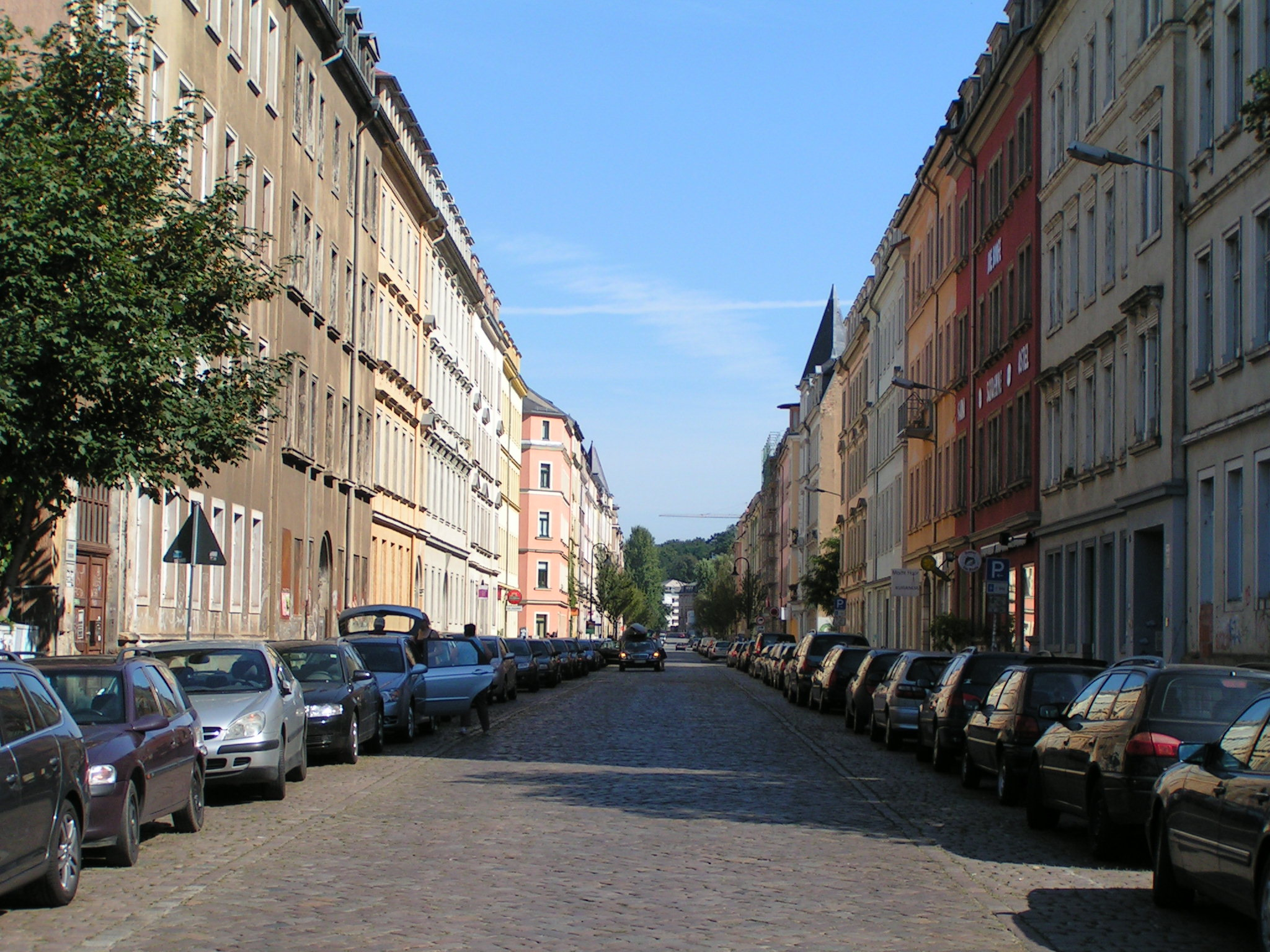
Hechtstraße (2009)
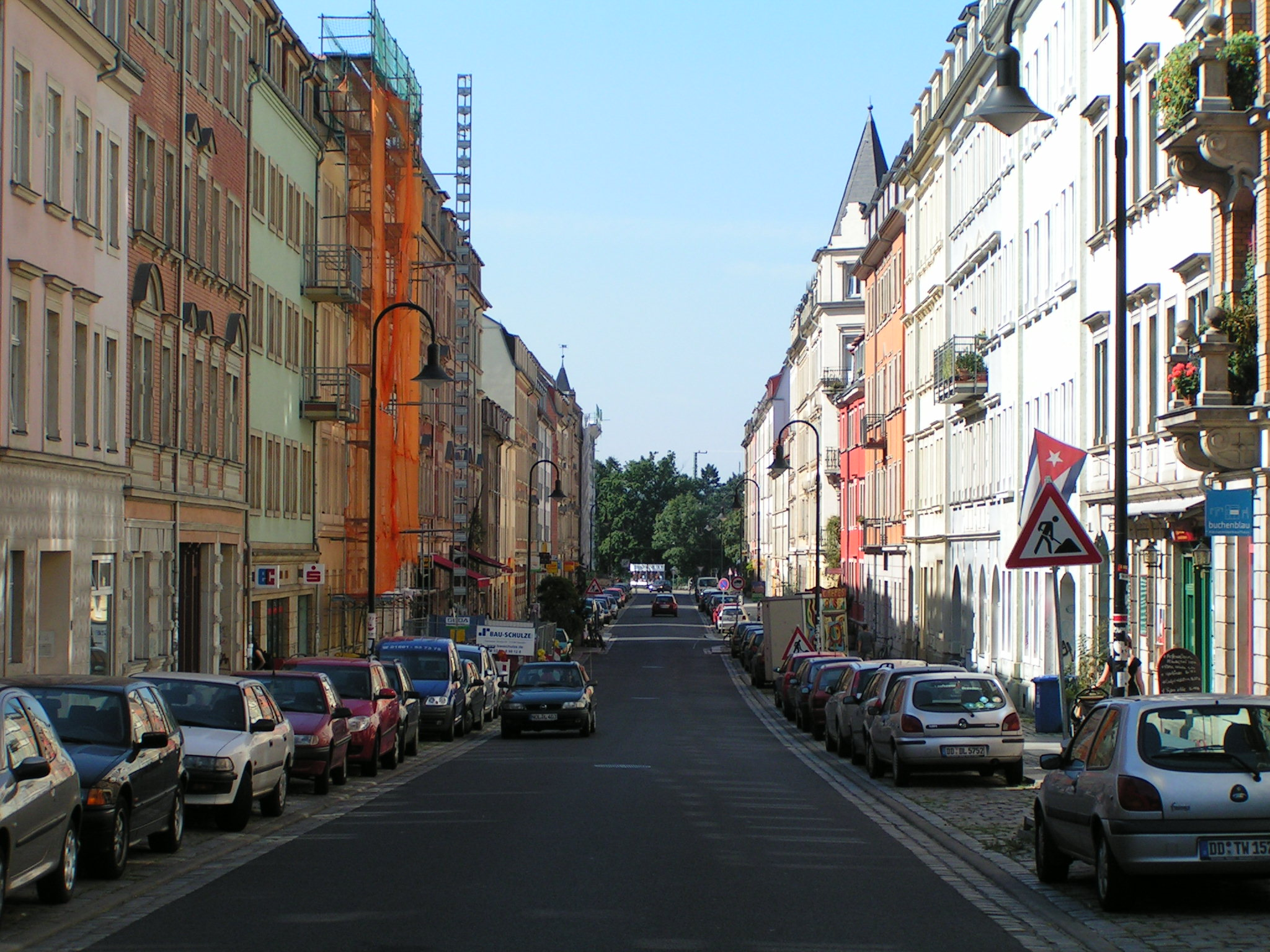
Rudolf-Leonhard-Straße (2009)
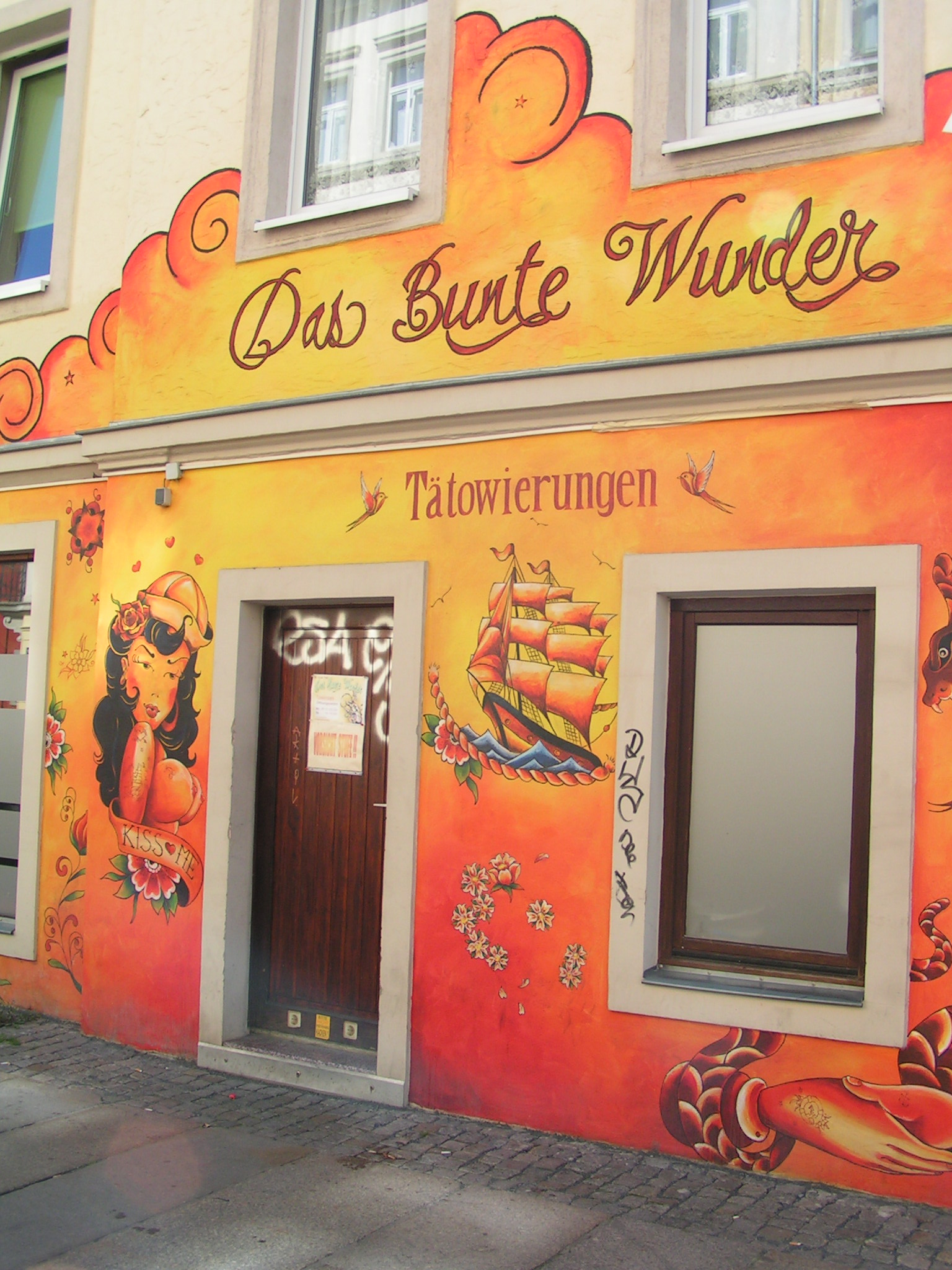
Tätowierstudio „Das Bunte Wunder“ (2009)
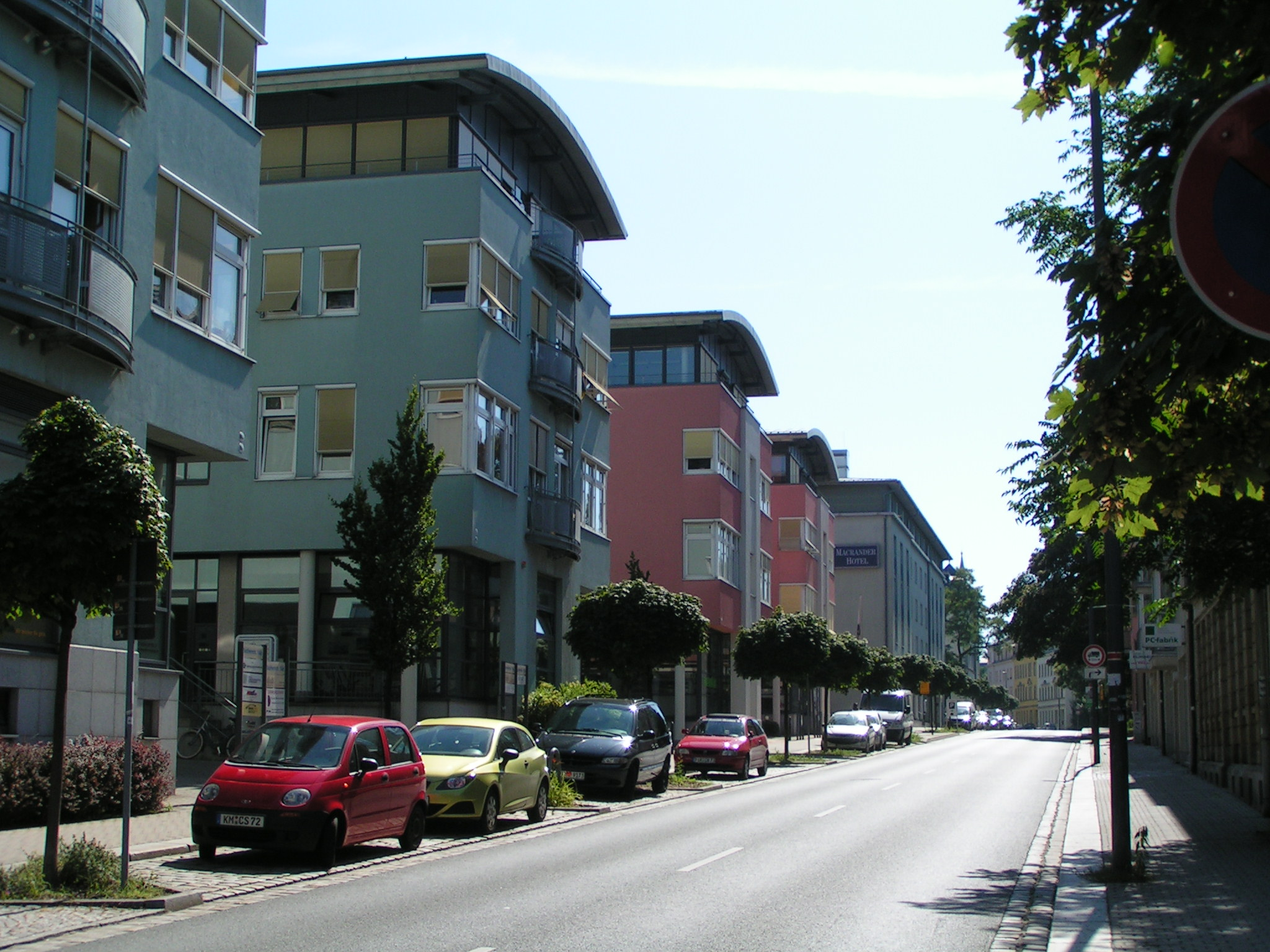
Hotels und Gewerbekomplex in der Buchenstraße (2009)

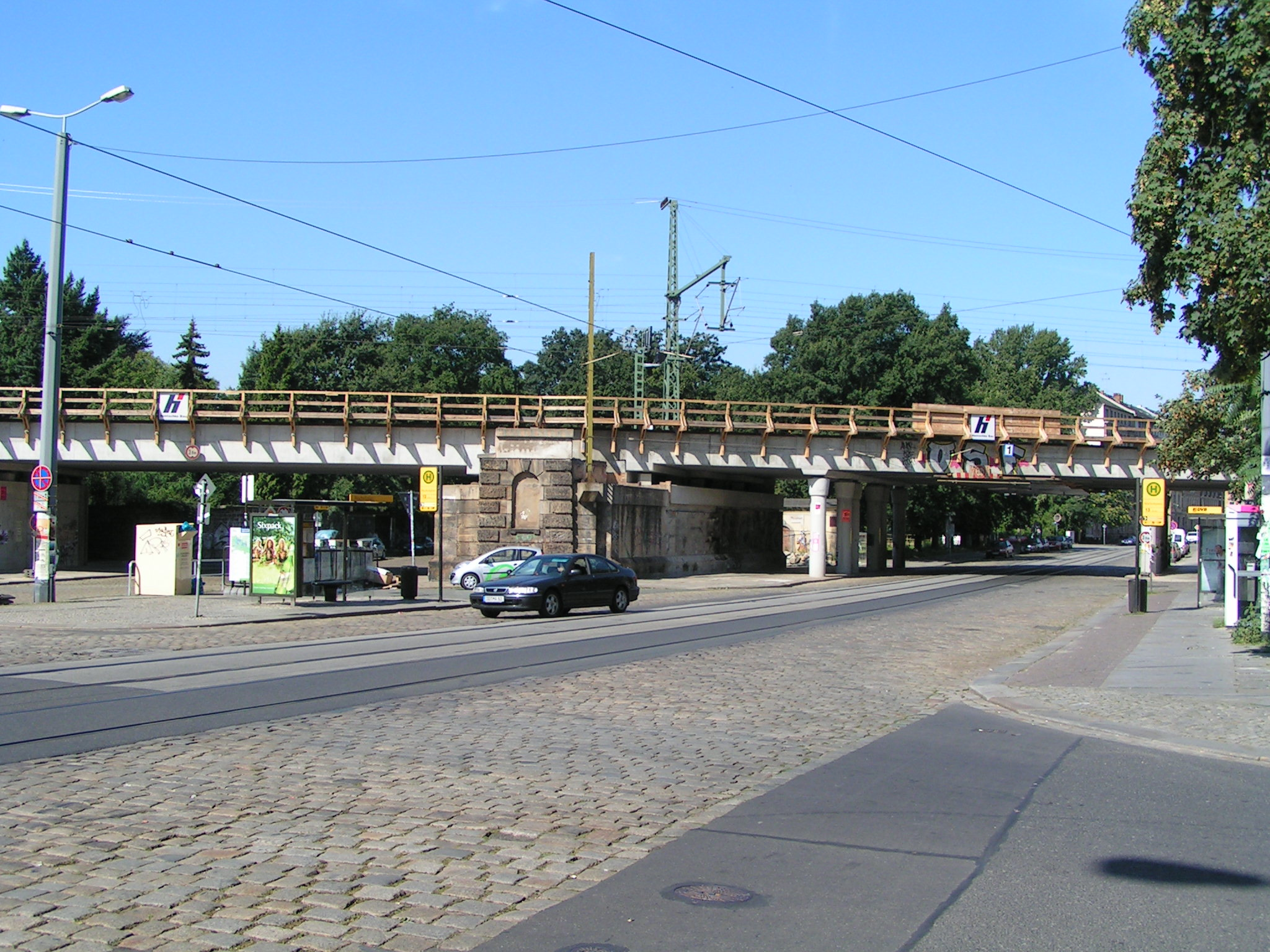
Bischofsplatz während des Bahnstreckenausbaus (2009)

Verkehrstechnisch ist die Anbindung an den ÖPNV durch die Straßenbahnlinien 7, 8 und 13 und die Buslinie 64 gegeben. Für den motorisierten Individualverkehr bringt die Nähe zu den Autobahnzubringern (z. B. Radeburger Straße) einen Vorteil für dieses Viertel. Durch die Umsetzung eines Lärmminderungsplanes konnte im Stadtviertel eine deutliche Minderung der Lärmbelastung, ausgehend vom Straßenverkehr, erreicht werden. Als Maßnahme wurde unter anderem eine Tempo-30-Zone eingerichtet. Die Parkplatzsituation ist angespannt.
Eines der wichtigen Projekte der jüngeren Vergangenheit war die im März 2016 eröffnete neue S-Bahn-Station „Bischofsplatz“ der Linie S1 Schöna – Meißen-Triebischtal an der modernisierten und ausgebauten Bahntrasse. Die S-Bahn-Station verbessert die Einbindung des Viertels in das SPNV-System und schafft eine bis dahin fehlende ÖPNV-Direktverbindung zum Bahnhof Dresden-Neustadt.